# Gamskarlsee
Gamskarlsee är en sjö i Österrike.   Den ligger i förbundslandet Salzburg, i den centrala delen av landet, 270 km sydväst om huvudstaden Wien. Gamskarlsee ligger 2 290 meter över havet.
Trakten runt Gamskarlsee består i huvudsak av gräsmarker. Runt Gamskarlsee är det ganska glesbefolkat, med 29 invånare per kvadratkilometer.